# 멜라니 머코스키

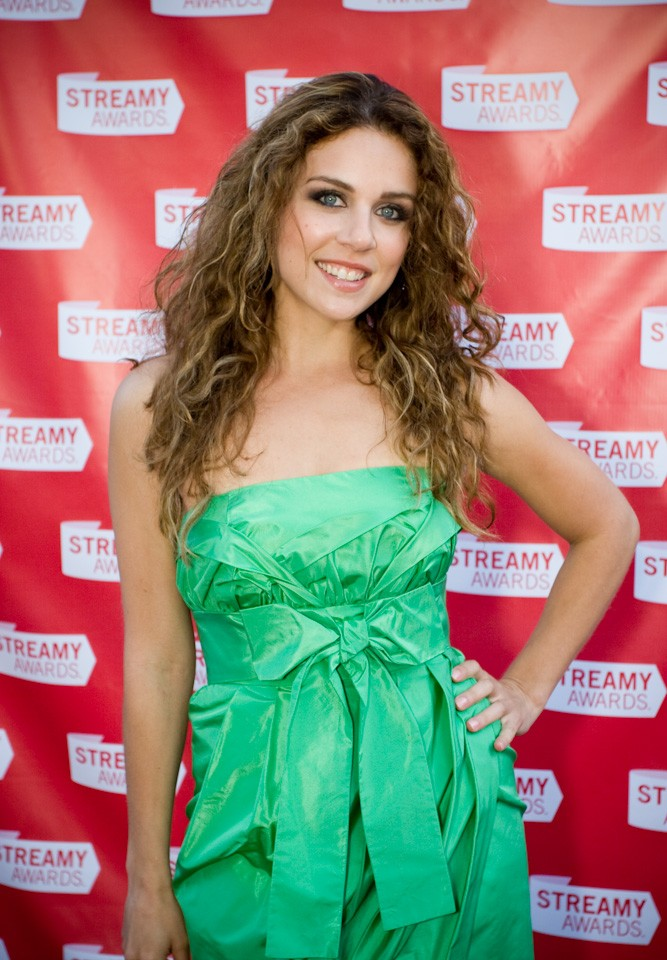

멜러니 머코스키(Melanie Merkosky, 영어 발음: /ˈmɛləni/, 1980년 4월 7일 ~ )는 캐나다의 영화 감독, 배우, 각본가이다.
캐나다에서 태어났다.

## 출연 작품

### 영화
- 도어 투 도어 (2002, Door to Door)
- 어웨이 프롬 허 (2006)
- 아메리칸 파이 5 (2006)
- 더 포잇 (2007, The Poet)
- H and G (2009) - 각본, 제작 겸임
- 데스퍼레이트 액츠 오브 매직 (2013, Desperate Acts of Magic) - 페기 역
- 아름다운 유혹 (2014) - 린지 워커 역

### 텔레비전
- 더 스트레인 (2014)